# Left Outside Alone
Left Outside Alone este un cântec scris și interpretat de cântăreața americană Anastacia . Cântecul este inclus pe al treilea album de studio al artistei, Anastacia și a fost lansat ca primul single al albumului, marcând revenirea artistei în lumea muzicală după perioada dificilă a cancerului mamar. 

## Prezența în clasamente
Single-ul a devenit în scurt timp un hit, ajungând până pe locul 1 în Australia, Austria, Argentina, Finlanda, Italia, Grecia, Spania, Elveția și Argentina. De asemenea, Left Outside Alone a atins poziția cu numărul 2 în Irlanda, Norvegia, România, Germania și în clasamentul mondial, United World Chart, devenind unul dintre cele mai bine vândute single-uri ale anului la nivel mondial. În Regatul Unit a atins poziția cu numărul 3, cea mai înaltă clasare a vreunui single al artistei, terminând anul în primele 10 cele mai bine vândute single-uri ale anului, fiind singurul single din top 10 care nu a atins locul 1.

## Clasamente
| Clasament                                | Poziția Maximă |
| ---------------------------------------- | -------------- |
| Argentine Singles Chart                  | 1              |
| Australian Singles Chart                 | 1              |
| Austrian Singles Chart                   | 1              |
| Belgian Singles Chart                    | 5              |
| Denmark Singles Chart                    | 2              |
| Dutch Singles Chart                      | 2              |
| Euro 200 Chart                           | 2              |
| Finnish Singles Chart                    | 1              |
| French Singles Chart                     | 9              |
| German Singles Chart                     | 2              |
| Greece Singles Chart                     | 7              |
| Hungarian Airplay Chart                  | 1              |
| Irish Singles Chart                      | 2              |
| Italian Singles Chart                    | 1              |
| New Zealand Singles Chart                | 20             |
| Norwegian Singles Chart                  | 2              |
| Romanian Singles Chart                   | 2              |
| Spanish Singles Chart                    | 1              |
| Swedish Singles Chart                    | 6              |
| Swiss Singles Chart                      | 1              |
| UK Singles Chart                         | 3              |
| United World Chart                       | 2              |
| U.S. Billboard Hot Dance Singles Sales   | 1              |
| U.S. Billboard Hot Dance Music/Club Play | 5              |

## Formate Disponibile
| - Australian CD single 1. "Left Outside Alone" [Radio Edit] 3:40 2. "Get Ready" 3:30 3. "Left Outside Alone" [Jason Nevins Global Club Edit] 4:16 - European maxi single 1. "Left Outside Alone" [Radio Edit] 3:40 2. "Get Ready" 3:30 3. "Left Outside Alone" [Jason Nevins Global Club Edit] 4:16 4. "Left Outside Alone" [Jason Nevins Mix Show Edit] 3:14 5. "Left Outside Alone" [M*A*S*H Rock Mix] 4:04 - European promo single 1. "Left Outside Alone" [Radio Edit] 3:40 - German limited 3" CD single (POCK IT!) 1. "Left Outside Alone" [Radio Edit] 3:40 2. "Left Outside Alone" [Jason Nevins Global Club Edit] 4:16 - UK CD single 1. "Left Outside Alone" [Radio Edit] 3:40 2. "Get Ready" 3:30 - UK promo maxi single 1. "Left Outside Alone" [Radio Edit] 3:40 2. "Left Outside Alone" [Love To Infinity Mix] 3. "Left Outside Alone" [Soda Club Remix] 4. "Left Outside Alone" [Jason Nevins Remix] - US maxi single 1. "Left Outside Alone" [Radio Edit] 3:40 2. "Get Ready" 3:30 3. "Left Outside Alone" [Jason Nevins Global Club Edit] 4:16 4. "Left Outside Alone" [Jason Nevins Global Club] 8:05 5. "Left Outside Alone" [Jason Nevins Mix Show] 5:21 | - UK 12" promo single A-side 1. "Left Outside Alone" [Jason Nevins Global Club Mix] 7:51 B-side 1. "Left Outside Alone" [M*A*S*H Master Mix] 6:23 2. "Left Outside Alone" [Jason Nevins Mix Show] 5:21 - US promo single 1. "Left Outside Alone" [Jason Nevins Global Club] 8:05 2. "Left Outside Alone" [Jason Nevins Global Club Edit] 4:16 - US promo maxi single 1. "Left Outside Alone" [Jason Nevins Global Club Edit] 4:16 2. "Left Outside Alone" [Jason Nevins Global Club] 8:05 3. "Left Outside Alone" [Jason Nevins Mix Show Edit] 3:14 4. "Left Outside Alone" [Jason Nevins Mix Show] 5:21 - US 12" promo single A-side 1. "Left Outside Alone" [Jason Nevins Global Club] B-side 1. "Left Outside Alone" [M*A*S*H Master Mix] 6:23 2. "Left Outside Alone" [Jason Nevins Mix Show] 5:21 |